# 闻玉梅
闻玉梅（1934年1月16日—），女，祖籍湖北浠水，生于北平，中国病毒学家，中国工程院院士，复旦大学基础医学院教授、博士生导师，现任复旦大学病原微生物研究所所长。

## 生平
1934年出生在北平，祖籍湖北浠水。1945年进入圣玛利亚女中。1956年毕业于上海第一医学院。1980年获得世界卫生组织赞助，前往伦敦大学留学，1981年前往美国国立卫生研究院进修一年。1999年被选为中国工程院院士。

## 家庭
父亲闻亦传是诗人闻一多堂兄，芝加哥大学医学博士；母亲桂质良，约翰霍普金斯大学医学博士。